# Luiz Henrique (labdarúgó, 2001)
Luiz Henrique (Petrópolis, 2001. január 2. –) brazil korosztályos válogatott labdarúgó, az orosz Zenyit Szankt-Petyerburg csatárja.

## Pályafutása

### Klubcsapatokban
Henrique a brazíliai Petrópolis városában született. Az ifjúsági pályafutását a Fluminense akadémiájánál kezdte.
2020-ban mutatkozott be a Fluminense felnőtt keretében. 2022. július 1-jén hatéves szerződést kötött a spanyol első osztályban szereplő Real Betis együttesével. Először a 2022. augusztus 6-ai, Osasuna ellen 1–0-ra megnyert mérkőzés 64. percében, Juanmi cseréjeként lépett pályára. Első gólját 2023. január 8-án, a Rayo Vallecano ellen idegenben 2–1-es győzelemmel zárult találkozón szerezte meg.
2024. január 31-én egy szezonra szóló szerződést kötött a Botafogo csapatával. 2025. január 20-án klubrekordot jelentő 35 millió euróért értékesítette a Botafogo 4+1 évre az orosz Zenyit Szankt-Petyerburgnak.

### A válogatottban
Henrique 2020-ban egy mérkőzés erejéig tagja volt a brazil U20-as válogatottnak.

## Statisztikák
2023. február 4. szerint
| Klub       | Szezon   | Osztály  | Bajnokság | Bajnokság | Kupa és Ligakupa | Kupa és Ligakupa | Nemzetközi | Nemzetközi | Összesen | Összesen |
| Klub       | Szezon   | Osztály  | Meccs     | Gól       | Meccs            | Gól              | Meccs      | Gól        | Meccs    | Gól      |
| ---------- | -------- | -------- | --------- | --------- | ---------------- | ---------------- | ---------- | ---------- | -------- | -------- |
| Real Betis | 2022–23  | La Liga  | 18        | 1         | 3                | 0                | 6          | 2          | 27       | 3        |
| Összesen   | Összesen | Összesen | 18        | 1         | 3                | 0                | 6          | 2          | 27       | 3        |

## Sikerei, díjai
- Botafogo
  - Brazil bajnok: 2024
  - Copa Libertadores: 2024
  - Taça Rio: 2024